# Schlauch (Kartenspiel)
Schlauch ist ein ausgestorbenes bayerisches Kartenspiel, das in der Mitte des 19. Jahrhunderts als Trinkspiel beliebt war, daher auch als Bier-Schlauch genannt wurde.

## Geschichte
Das Spiel wurde bereits 1839 in einer Humorvollen Vorlesung über das Schlauchspiel in München aufgezeichnet und in einer Lokalzeitung beschrieben. In Erlangen war es in den 1850er Jahren durch Rumpel, Tarock (Deutschtarok) und Skat „längst abgelöst“. Ungefähr zur gleichen Zeit florierte es jedoch weiter südlich in Niederbayern, weil neben denen für Grasobern und Tarok auch Schlauch-Turniere, die sogenannten „Schlauch-Rennen“ ausgetragen wurden. Im Jahr 1883 war es Gegenstand einer Abhandlung von Mangold Jups: „Bier-Schlauch. Ein unterhaltsames Kartenspiel für durstige Kartenspieler“. Das Spiel könnte mit Deutschtarok und/oder Réunion zusammenhängen.

## Übersicht
Schlauch wurde von drei Personen mit der bayerischen Karte (32 Blatt) gespielt. Ziel war es, die anderen zu überbieten, um Spieler zu werden und das ausgewählte Spiel zu gewinnen. Die Reihenfolge der Blätter ist Daus, 10, König, Ober, Unter, 9, 8, 7; nur im Bettel kommt die 10 zwischen Unter und 9.
Die Spielarten waren:
- Schlauch – der Spieler wählt die Trumpffarbe, ruft nach einer Karte zum Tauschen und versucht, alle Stiche zu gewinnen.
- Bettel – es gibt keinen Trumpf und der Spieler darf keinen Stich machen.
- Grandioso – es gibt keinen Trumpf und der Spieler muss alle Stiche machen.

Allerdings gab es zwei Varianten. Beim „Kleinen Schlauch“ gab es jeweils ein höheres Gebot. Im „Großen Schlauch“ bzw. „Heidelberg Schlauch“ gab es Doppelspiele, bei denen das Ziel nach den ersten 5 Stichen wechselt.

## Spielregeln
Laut Pierer (1862) sind die Spielregeln des „Kleinen Schlauchs“ wie folgt.

### Vorbereitungen
Die drei Personen nutzen eine Spielkarte mit bayerischem oder fränkischem Bild. Jeder zieht eine Karte aus dem Stapel, und derjenige mit der höchsten Karte teilt zuerst aus. Der Kartengeber mischt, lässt die Karten nach rechts abheben und legt die unterste Karte des Stapels offen auf den Tisch. Der Geber verteilt dann jeweils 10 Karten in 3 Paketen (3-4-3). Das letzte Paket des Gebers besteht jedoch aus 4 Karten, was zusammen mit dem aufgedeckten Karte insgesamt 12 Karten gibt. Der Geber legt 2 Karten weg; befindet sich unter den beiden weggelegten Karten ein As oder ein Blatt von der Farbe der aufgedeckten Karte, so muss dies angezeigt werden.

### Spielerklärung
Jetzt sagt jeder Spieler reihum, ob er passen oder ein Spiel machen will, wobei das Spiel von höherem Wert den Vorzug hat. Sollte es vorkommen, das zwei Spieler das gleiche Spiel wollen, so geht die Vorhand vor. Sollten alle passen, werden die Karten eingeworfen, nochmals gemischt und gegeben; der Kartengeber bekommt einen Strich Strafe (oder wenn das aufgelegte Blatt Herz ist, zwei Striche). Die verschiedene Spielarten sind:
- Grandioso oder Grandio. Der Spieler darf um eine beliebige Karte bitten, gegen welcher er eine andere Karte abgibt. Es gibt keine Trumpffarbe. Der Spieler spielt aus und muss alle Stiche machen. Die Karten folgen dem üblichen Ass-Zehn-Reihenfolge: A 10 K O U 9 8 7.
- Bettel. Vorhand spielt aus und der Spieler darf gar keine Stiche machen. Es gibt keinen Trumpf. Die Reihenfolge der Karten ist: A K O U 10 9 8 7.
- Schlauch. Trumpffarbe ist Eichel, Laub oder Schellen. Der Spieler bittet um eine Karte, gegen welche er eine seiner Karten abgibt. Danach bestimmt er die Trumpffarbe. Die Reihenfolge der Karten ist wie beim Grandioso, mit Ausnahme der Trumpffarbe. In der Trumpffarbe ist der Unter die höchste Karte; dann kommt der Unter der anderen Farbe, die zur Trumpffarbe gehört (Herz mit Laub; Eichel mit Schellen).
- Grandissimo. Wie Grandioso, aber es werden keine Karten ausgetauscht.
- Bettelouvert. Wie Bettel, aber der Spieler spielt aus und spielt nach dem ersten Stich ouvert (offen).
- Herzschlauch. Ein Schlauch, bei denen, Herz Trumpf ist.

Herzschlauch überbietet das einfache Schlauch. Wenn alle passen, können sie vereinbaren, dass ein Zwang-Schlauch gemacht wird, wobei die aufgeschlagte Karte die Trumpffarbe bestimmt und der Spieler mit den meisten Augen gewinnt. Die Kartewerte sind wie folgt: Trumpfunter 12 Augen, Ass 11, Zehn 10, König 4, Ober 3, andere Unter jeweils 2, die übliche Karten 0. Bei einem Grandioso ist der Unter 7 wert. Der letzte Stich bringt immer 10 Augen ein. Sonst wenn alle passen erhält der Kartengeber eine Strafmarke und gibt erneut aus.

### Spielweise
Das Spiel bestimmt, wer zum ersten Stich ausspielt. Die Spieler müssen Farbe bekennen falls möglich; andernfalls darf eine beliebige Karte zugegeben werden. Der Stich wird vom höchsten Trumpf gestochen oder von der höchsten Karte der ausgespielten Farbe gestochen, wenn keine Trümpfe gespielt werden. Der Spieler, der den Stich macht, spielt zum nächsten aus.

### Wertung
Gewinnt der Spieler, bekommt er 150 Punkte beim Grandioso, Bettel und einfachen Schlauch, 300 beim Grandissimo oder Herzschlauch. Die Gegenspieler bekomment 2 oder 4 Punkte (Striche auf einer Tafel) als Strafen. Verliert der Spieler erhält er 4 bzw. 8 Punkte, während die Gegenspieler jeweils 100 bzw. 200 Punkte gut geschrieben bekommen. Nach je drei Spielen wird die Rechnung addiert; für jede 100 Punkte, welche eine Spieler mehr hat als die anderen, erhält diese einen Strich; wer die wenigsten Punkte hat, erhält dafür auch einen Strich. Die Zahl der Striche endlich stellt das Verhältnis des Gewinns oder Verlustes der Spieler dar.